# Aircraft Accident Investigation Bureau (Indien)
Das Aircraft Accident Investigation Bureau (AAIB, deutsch Büro für Flugunfalluntersuchungen) ist eine indische Verkehrsbehörde für Flugunfälle. Sie ist dem Ministerium für Zivilluftfahrt (Ministry of Civil Aviation) unterstellt.

## Geschichte
Das AAIB wurde 2012 gegründet, um den Anforderungen der ICAO Standards and Recommended Practices zu genügen. Am 30. Juli 2012 nahm sie offiziell den Betrieb auf. Vorher wurden die Ermittlungen vom Air Safety Directorate des Directorate General of Civil Aviation (DGCA) durchgeführt. 2017 wurde sie zum „Attached Office“ des Ministeriums erklärt.
Die Behörde hat ihren Sitz auf dem Gelände des Safdarjung-Flughafens in Neu-Delhi und wird derzeit von GVG Yugandhar geleitet. Sie ist zuständig für die Untersuchung aller Flugunfälle innerhalb Indiens und indischer Flugzeuge.